# 항공정보단
항공정보단(空軍情報團, Air Intelligence Wing)은 경기도 평택시 오산 공군기지에 주둔하며 군사 정보를 담당하는 공군작전사령부의 예하 비행단급 부대이다.

## 역사
1986년 11월 1일, 전투작전정보센터(KCOIC)를 운영하기 위한 부대로 창설되었다.
2017년 10월 20일에 있었던 국방위원회 국정감사 업무보고에서 공군 본부는 전대를 항공정보단으로 RQ-4 글로벌 호크를 중심으로 12월 1일까지 재편성할 구체적인 계획과 2017년 6월부터 이미 창설준비대를 운영하고 있음을 밝혔다. 공중기동정찰사령부 예하 제39정찰비행전대도 제39정찰비행단으로 재편성하여 정보감시정찰(ISR) 능력을 올릴 예정이다. 12월 1일, 예정대로 항공정보단으로 재편성되었다.

## 사건 사고
2011년 9월 11일, 전대가 관리하던 항공정보공유체계(AISS) 단말기는 공군 지휘통제체계(AFCCS)와 연동되지 않는 탓에 USB 플래시 드라이브를 중간매개체로 쓰는 동안에 데이터를 옮겼는데, 바이러스에 감염된 파일이 유입된 사고가 있었다. 주한 공군인 제7공군의 전산체계는 스파이웨어와 컴퓨터 바이러스에 대비가 되어 있어 주한 미군 측의 장비에는 유입되지 않았다.

## 편성
- 정보감시정찰부
- 운영계획처
- 영상정보생산대대
- 표적정보생산대대
- 감시정찰체계대대
- 전자정보생산대대

## 계보
- 1986년 11월 1일, 제37전술정보전대
→영어: 37th Tactical Intelligence Group
- 2017년 12월 1일, 항공정보단
→영어: Air Intelligence Wing

## 참고
1. ↑  “국군 50년사: 자주국방 강화기 (1981~1990)”. 《정책브리핑》. 국방부. 11(199)쪽. 2009년 2월 25일에 원본 문서 (PDF)에서 보존된 문서. 2017년 10월 23일에 확인함.
2. ↑  이석종 (2017년 10월 22일). “항공정보단 12월 창설, 정보감시정찰능력 확대”. 국방일보. 2018년 4월 14일에 원본 문서에서 보존된 문서. 2017년 10월 23일에 확인함.
3. ↑  이영재 (2017년 10월 20일). “'글로벌호크'로 北 정밀감시 공군 항공정보단 12월 창설”. 연합뉴스. 2017년 10월 23일에 확인함.
4. ↑  이사연 (2017년 12월 1일). “공군 '항공정보단' 창설…북핵·미사일 감시태세 강화”. YTN. 2018년 4월 14일에 확인함.
5. ↑  김정욱 (2012년 1월 26일). “오산 공군기지 지난해 컴퓨터 바이러스 감염”. 《머니투데이》. 2021년 10월 16일에 확인함.